# Тінкара Ковач
Тінкара Ковач (словен. Tinkara Kovač; нар. 3 вересня 1978, Копер, Югославія) — словенська співачка. Представляла Словенію на пісенному конкурсі Євробачення 2014 у Копенгагені, Данія, з піснею «Spet / Round And Round». У фіналі співачка посіла 25-те місце.
Закінчила музикальну школу по флейті